# Райан, Бобби
Бо́бби Ра́йан (англ. Bobby Ryan, при рождении Ро́берт Шейн Сти́венсон (Robert Shane Stevenson); род. 17 марта 1987, Черри-Хилл, Нью-Джерси, США) — профессиональный американский хоккеист, нападающий. Серебряный призёр Олимпийских Игр 2010 года.

## Детство
Бобби родился под фамилией Стивенсон, но в одиннадцать лет он сменил её на Райан. Сделал он это из-за того, что его отец (Райан Стивенсон) некоторое время скрывался от полиции и тоже поменял свою фамилию. В итоге отец Бобби отсидел несколько лет за избиение жены и продажу наркотиков.

## Карьера в хоккее

### В юниорском возрасте
Свою карьеру Бобби Райан начал в юниорской команде «Лос-Анджелеса». Вместе с ней он выиграл национальный чемпионат в своем возрасте и попал в юниорскую сборную США (U-18). После этого он оказался в команде лиги Онтарио «Оуэн Саунд Аттак», был выбран седьмым на драфте ОХЛ 2003 года. В этой команде Бобби провел несколько лет, показывая стабильную результативность, чем и привлек внимание скаутов НХЛ.

### Карьера в НХЛ
Райан, который считался одним из самых перспективных игроков США, был выбран «Анахаймом» под общим вторым номером на драфте 2005 года. Но сразу закрепиться в основном составе «Уток» не смог. Большую часть времени он проводил в АХЛ. Его дебютный сезон в составе «Дакс» пришёлся на сезон 2007/2008, по итогам которого он провел 23 матча и набрал 10 (5+5) очков.

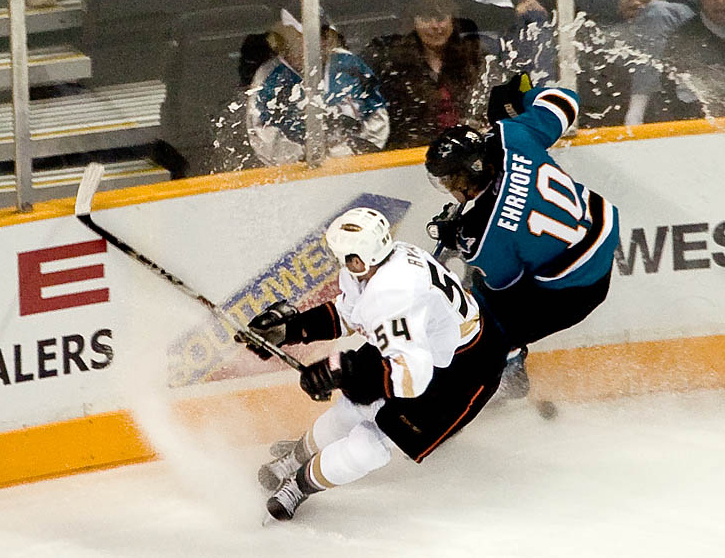
Сражение Бобби Райана и Кристиан Эрхоффа в предсезонной игре 2007 года.

Следующий сезон он также начал в АХЛ, но через некоторое время был вызван в основную команду, где получил шанс играть в одном звене с опытнейшим Теему Селянне. И Бобби использовал эту возможность на все сто. В январе он сделал первый хет-трик в игре с «Лос-Анджелес Кингс». Всего в 64 матчах он забил 31 шайбу и отдал 26 результативных передач, что стало новым рекордом для новичков «Дакс». В том же году он был номинирован на «Колдер Трофи» вместе с Стивом Мейсоном. В итоге уступил первое место голкиперу «Коламбуса». Его партнёрами по звену являются Кори Перри и Райан Гетцлаф.
14 сентября 2010 года, «Анахайм» продлил контракт с Райаном на пять лет, на общую сумму $25,5 мл.
Во время локаута в НХЛ 2012 г. выступал за клуб второго дивизиона чемпионата Швеции «Мора».
5 июля 2013 г. был обменян из «Анахайма» в команду «Оттава Сенаторз».
В сезоне 2019/2020 пропустил около трех месяцев из-за проблем с алкоголем и последующей реабилитации. Вернулся на лёд 25 февраля 2020 года в выездном матче против «Нэшвилла», а в следующем матче оформив хет-трик
25 сентября 2020 года «Оттава» объявила о выкупе контракта Райан.

### Международная карьера
Райан играл за сборную США в 2006 году на молодёжном чемпионате мира. На этом чемпионате сборная США уступила сборной Финляндии в матче за третье место, в итоге заняла четвёртое.
Спустя четыре года, Райан был приглашен в сборную США для участия в Олимпийских играх в Ванкувере. Он стал автором первого гола США на играх, в первом матче на 18:59 минуте первого периода он поразил ворота своего товарища по «Анахайму» Йонаса Хиллера, который защищал ворота сборной Швейцарии. Сборная США проиграла сборной Канады в финале, в итоге Райан и его команда стали обладателями серебряных медалей Олимпийских игр. Всего за весь турнир Бобби забросил одну шайбу и отдал одну точную передачу.

## Достижения
- Вошёл во вторую пятерку All-Star Team ОХЛ в 2004 году
- Вошёл во вторую пятерку All-Star Team ОХЛ в 2005 году
- Обладатель серебряной медали на олимпийских играх в Ванкувере 2010 году

## Статистика
| Легенда | Легенда                    | Легенда | Легенда                   | Легенда | Легенда    |
| ------- | -------------------------- | ------- | ------------------------- | ------- | ---------- |
| И       | Количество проведённых игр | Штр     | Штрафное время            | +/−     | Плюс-минус |
| Г       | Голы                       | П       | Голевые передачи          | О       | Очки       |
| -       | Статистика неизвестна      | —       | Статистика не учитывалась |         |            |